# Liste der olympischen Medaillengewinner aus Niger
Das Comité National Olympique et Sportif Nigérien wurde 1964 vom Internationalen Olympischen Komitee aufgenommen.

## Medaillenbilanz
Bislang konnten zwei nigrische Sportler zwei olympische Medaillen erringen (je einmal Silber und Bronze).
| Niger bei den Olympischen Sommerspielen                                        | Niger bei den Olympischen Sommerspielen | Niger bei den Olympischen Sommerspielen | Niger bei den Olympischen Sommerspielen | Niger bei den Olympischen Sommerspielen | Niger bei den Olympischen Sommerspielen |      | Niger bei den Olympischen Winterspielen | Niger bei den Olympischen Winterspielen | Niger bei den Olympischen Winterspielen | Niger bei den Olympischen Winterspielen | Niger bei den Olympischen Winterspielen | Niger bei den Olympischen Winterspielen |
| Jahr                                                                           | Gold                                    | Silber                                  | Bronze                                  | Gesamt                                  | Rang                                    | Jahr | Gold                                    | Silber                                  | Bronze                                  | Gesamt                                  | Rang                                    |                                         |
| 1964                                                                           | 0                                       | 0                                       | 0                                       | 0                                       |                                         |      | 1964                                    | –                                       | –                                       | –                                       | –                                       | –                                       |
| 1968                                                                           | 0                                       | 0                                       | 0                                       | 0                                       |                                         |      | 1968                                    | –                                       | –                                       | –                                       | –                                       | –                                       |
| 1972                                                                           | 0                                       | 0                                       | 1                                       | 1                                       | 43                                      |      | 1972                                    | –                                       | –                                       | –                                       | –                                       | –                                       |
| 1976                                                                           | –                                       | –                                       | –                                       | –                                       | –                                       |      | 1976                                    | –                                       | –                                       | –                                       | –                                       | –                                       |
| 1980                                                                           | –                                       | –                                       | –                                       | –                                       | –                                       |      | 1980                                    | –                                       | –                                       | –                                       | –                                       | –                                       |
| 1984                                                                           | 0                                       | 0                                       | 0                                       | 0                                       |                                         |      | 1984                                    | –                                       | –                                       | –                                       | –                                       | –                                       |
| 1988                                                                           | 0                                       | 0                                       | 0                                       | 0                                       |                                         |      | 1988                                    | –                                       | –                                       | –                                       | –                                       | –                                       |
| 1992                                                                           | 0                                       | 0                                       | 0                                       | 0                                       |                                         |      | 1992                                    | –                                       | –                                       | –                                       | –                                       | –                                       |
| 1996                                                                           | 0                                       | 0                                       | 0                                       | 0                                       |                                         |      | 1994                                    | –                                       | –                                       | –                                       | –                                       | –                                       |
| 2000                                                                           | 0                                       | 0                                       | 0                                       | 0                                       |                                         |      | 1998                                    | –                                       | –                                       | –                                       | –                                       | –                                       |
| 2004                                                                           | 0                                       | 0                                       | 0                                       | 0                                       |                                         |      | 2002                                    | –                                       | –                                       | –                                       | –                                       | –                                       |
| 2008                                                                           | 0                                       | 0                                       | 0                                       | 0                                       |                                         |      | 2006                                    | –                                       | –                                       | –                                       | –                                       | –                                       |
| 2012                                                                           | 0                                       | 0                                       | 0                                       | 0                                       |                                         |      | 2010                                    | –                                       | –                                       | –                                       | –                                       | –                                       |
| 2016                                                                           | 0                                       | 1                                       | 0                                       | 1                                       | 69                                      |      | 2014                                    | –                                       | –                                       | –                                       | –                                       | –                                       |
| 2020                                                                           | 0                                       | 0                                       | 0                                       | 0                                       |                                         |      | 2018                                    | –                                       | –                                       | –                                       | –                                       | –                                       |
| 2024                                                                           | 0                                       | 0                                       | 0                                       | 0                                       |                                         |      | 2022                                    | –                                       | –                                       | –                                       | –                                       | –                                       |
| Gesamt                                                                         | 0                                       | 1                                       | 1                                       | 2                                       |                                         |      | Gesamt                                  | 0                                       | 0                                       | 0                                       | 0                                       |                                         |
| \| \| Gold \| Silber \| Bronze \| Gesamt \| \| Ges. S+W \| 0 \| 1 \| 1 \| 2 \| |                                         |                                         |                                         |                                         |                                         |      |                                         |                                         |                                         |                                         |                                         |                                         |
|                                                                                | Gold                                    | Silber                                  | Bronze                                  | Gesamt                                  |                                         |      |                                         |                                         |                                         |                                         |                                         |                                         |
| Ges. S+W                                                                       | 0                                       | 1                                       | 1                                       | 2                                       |                                         |      |                                         |                                         |                                         |                                         |                                         |                                         |

## Medaillengewinner
| Name                        | Sportart  | Jahr / Disziplin                                                                   | Gold | Silber | Bronze | Gesamt |
| --------------------------- | --------- | ---------------------------------------------------------------------------------- | ---- | ------ | ------ | ------ |
| Issaka Daboré               | Boxen     | Olympische Sommerspiele 1972 in München: Halbweltergewicht (bis 63,5 kg), Herren   | 0    | 0      | 1      | 1      |
| Abdoulrazak Issoufou Alfaga | Taekwondo | Olympische Sommerspiele 2016 in Rio de Janeiro: Schwergewicht (über 80 kg), Herren | 0    | 1      | 0      | 1      |